# Trebius teruifurcatus
Trebius teruifurcatus är en kräftdjursart. Trebius teruifurcatus ingår i släktet Trebius och familjen Trebiidae. Inga underarter finns listade i Catalogue of Life.